# Paján (kanton)
Paján – kanton w prowincji Manabí, w Ekwadorze. Stolicą kantonu jest Paján.